# 弗罗洛夫卡村委员会
弗罗洛夫卡村委员会（俄语：Фроловский сельсовет）是俄罗斯联邦阿穆尔州谢雷舍沃区所属的一个村委员会。其下辖有2个居民点，行政中心为弗罗洛夫卡。据2016年统计，该村委员会的人口为373人。